# Шулемберг, Жан де
Жан де Шулемберг (фр. Jean de Schulemberg; 1597, Генкур — март 1671, Мондежё), граф де Мондежё — французский военачальник, маршал Франции, известный как маршал Шулемберг.

## Биография
Сын Жана де Шулемберга, сеньора де Мондежё, и Анн д'Аверу. 
Родился в замке Генкур в Вермандуа и принадлежал к семье, связанной с Ламарками. Правнук Адольфа фон Шуленберга, немца, брата пажа Людовика XI, натурализовавшегося во Франции. До назначения маршалом титуловался графом де Мондежё.
С 16 лет был корнетом князя Седанского в Пьемонте, с пятьюстами всадниками был направлен на помощь Верчелли и был единственным офицером, который вошел в эту крепость в 1614 году. Герцог Савойский презентовал ему за этот успех алмазный знак.
Капитан шеволежеров герцога Буйонского (1619), был послан на помощь императору и вернулся после битвы на Белой горе, где он отличился.
В 1621 году участвовал в осадах Сен-Жан-д’Анжели и Монтобана, получил роту в полку Водемона (позднее Пфальцбурга).
Набрал пехотный полк своего имени и 3 февраля 1630 был назначен его кампмейстером. В 1632 году служил со своим полком в Германской армии маршала Лафорса; был назначен кардиналом Ришельё губернатором Кобленца, который оборонял 14 месяцев. Исчерпав ресурсы, он покинул город и пробился через вражеские порядки.
В 1637 году вошел с отрядом в Херменштейн, где 13 месяцев выдерживал блокаду. Город сдался вопреки его желанию, поскольку Шулемберг отказался подписывать капитуляцию. 28 июля того же года был назначен губернатором Рю и Ле-Кротуа.
Командовал своим полком при осаде Эдена в 1639 году и 1 июля был произведен в кампмаршалы. Распустил полк в 1640-м и оставался в своем губернаторстве до 1649 года, когда был направлен в Пикардийскую армию, вместе с которой форсировал Шельду.
Генерал-лейтенант (10.03.1650), в войсках маршала дю Плесси участвовал во взятии Ретеля 14 декабря и Ретельском сражении. В следующем году служил под командованием маршала Омона, державшегося в обороне.
23 февраля 1652, после смерти маркиза де Латура, стал губернатором Арраса вместо Рю. 20 марта набрал кавалерийский полк. После отставки сеньора де Латура, племянника прежнего губернатора, Шулемберг 4 апреля получил его пехотный полк, ставший гарнизоном в Аррасе.
Отличился во время обороны Арраса, осаждавшегося войсками эрцгерцога Леопольда Вильгельма 4 июля — 25 августа 1654. Испанцам за время осады удалось захватить всего один равелин, и они потеряли вследствие вылазок гарнизона 3 500 человек. 25 августа при прорыве испанских линий войсками маршалов Тюренна, Лаферте и Окенкура граф произвел вылазку и содействовал окончательному разгрому противника.
В марте 1656 был отставлен от губернаторства Ле-Кротуа.
26 июня 1658 в Мардике был произведен в маршалы Франции (Людовик XIV обещал ему этот чин после снятия осады Арраса). Был зарегистрирован в Коннетаблии 29 мая 1659. 7 ноября был заключен Пиренейский мир, Артуа отошло под власть Франции и было объединено с губернаторством Пикардии, в составе которого было создано генеральное наместничество департамента Артуа.
18 апреля 1661 распустил свой кавалерийский полк и 15 июня стал генеральным наместником Артуа. 31 декабря 1661 был пожалован в рыцари орденов короля. После смерти маршала Клерамбо стал губернатором Берри и отдельно губернатором Буржа и Иссудена (27.10.1665). В тот же день был назначен великим бальи провинции. Пожалования были зарегистрированы Парижским парламентом 27 июня 1666. Сложил генеральное наместничество Артуа и губернаторство в Аррасе.
Был в плохих отношениях с жителями Арраса, обвинялся во взяточничестве и его дело рассматривал Королевский совет, причем было высказано предложение об отсечении головы. «К счастью, он нашел защитников более красноречивых, чем прошлые заслуги, как бы велики они ни были».
Его пехотный полк был распущен 26 мая 1668. Граф удалился в Мондежё, где и умер в своем доме.
Жена: Мадлен де Рур де Форсвиль (ум. 1674), дочь сеньора де Базанкура, губернатора Дуллана. Брак бездетный. Жена, с которой у маршала не ладились отношения, от него сбежала и обратилась к покровительству парламента, но Шулемберг приказал схватить ее manu militari и вернуть в супружеский дом под хорошей охраной.